# Sparring
Sparring (engl. to spar with someone „sich mit jemandem auseinandersetzen“) ist eine Form des Trainings, die es in vielen Kampfsportarten gibt. Es handelt sich um ein Kämpfen ähnlich wie im Wettkampf, jedoch mit geänderten Regeln und Vereinbarungen, die Verletzungen weitgehend verhindern sollen. Die Absicht des Sparrings ist, die Fähigkeiten der Teilnehmer zu verbessern, während im Wettkampf ein Sieger ermittelt werden soll. Das Wort wurde im deutschsprachigen Raum zunächst nur für das Boxen verwendet. 

## Durchführung
Wie das Sparring im Einzelnen aussieht, hängt nicht nur von der Sportart ab, sondern auch von den Trainingspartnern und deren Fähigkeiten. Wenn zwei Fremde ein Sparring durchführen, ist es von Vorteil, formelle Regeln einzuführen oder einen erfahrenen Sportler das Sparringsmatch beaufsichtigen zu lassen.
Bei jedem Sparring sollten Vorsichtsmaßnahmen getroffen werden, um die Teilnehmer zu schützen. Diese können das Tragen von Schutzkleidung, das Verbot bestimmter Techniken oder Strategien oder Verlangsamung der Schlaggeschwindigkeit sein. 
Beim Boxen werden im Sparring im Gegensatz zum Wettkampf Kopfschutz und spezielle Sparringshandschuhe verwendet, die mit schlagabsorbierendem Material gefüllt sind und so Verletzungen vermeiden sollen.
Ein falsch durchgeführtes Sparring birgt die Gefahr, dass sich die Fähigkeiten in unerwünschter Art verändern. Beispielsweise könnte es passieren, dass, wenn man stets mit dicken Schutzhandschuhen geboxt hat und im Wettkampf weiterhin hart schlägt, es zu Knochenverletzungen an der Hand kommt. Die meisten Kampfsportschulen kennen dieses Problem, aber schätzen Sparring dennoch, weil es den Übenden zwingt, zu improvisieren, unter Druck zu denken und die Emotionen unter Kontrolle zu halten.

## Andere Bedeutungen
Diskussionen oder Debatten werden manchmal auch „verbales Sparring“ genannt. Ein zu leichter Gegner im Wettkampf wird manchmal scherzhaft als Sparringspartner bezeichnet. Doch auch nicht selten wurden aus Sparringspartnern selbst bekannte Boxer, wie die Beispiele Arthur Abraham oder Paul Samson-Körner zeigen.
Weite Verbreitung findet der Begriff Sparringspartner in der Wirtschaft. Hier wird er regelmäßig für Coaches und Mentoren sowie für Trainer verwendet, die mit dem Coachee bzw. Mentee in eine Übungssituation gelangen. Diese Form des Trainings ist üblich für die Vorbereitung auf neue, schwierigere Aufgaben.
Zudem wird der Begriff Sparring auch im Bereich von IT-Projekten verwendet, hierbei werden unterschiedliche Teams vermischt, um neue Vorgehensweisen zu vermitteln bzw. die Teams auf ein höheres Niveau zu bringen.